# Erwina Barzychowska
Erwina Barzychowska, właściwie Elwira Maria Bazichowska (ur. 16 października 1929 w Gdyni-Oksywiu, zm. 20 października 1939 w Gdańsku) – polska uczennica, ofiara niemieckich nazistów, uczestniczka obrony Poczty Polskiej w Gdańsku przed Niemcami, najmłodsza ofiara tego ataku, jak również pierwsza dziecięca ofiara II wojny światowej w Gdańsku.

## Życiorys

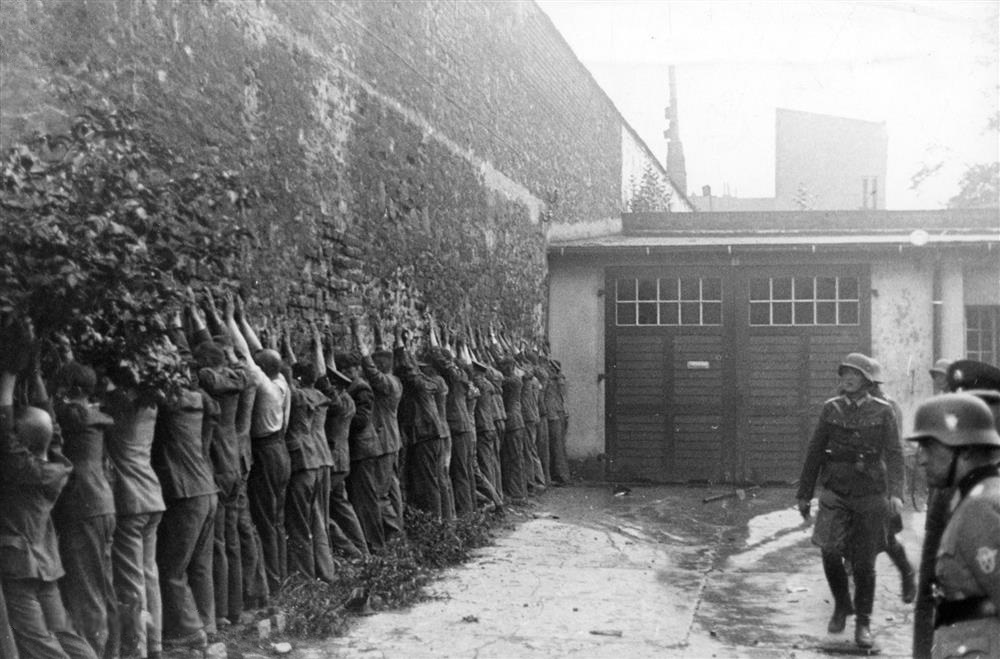
Obrońcy Poczty Polskiej po kapitulacji. Dziedziniec, na którym wcześniej Niemcy podpalili Erwinę Barzychowską

Po śmierci swojej matki, Marii Bazichowskiej z domu Blok (zm. 12 listopada 1931) była wychowywana przez jej starszą siostrę Małgorzatę (1886-1963), żonę Jana Pipki vel. Piepki (1872-1939). Jan i Małgorzata pracowali jako dozorcowie w Polskim Urzędzie Pocztowym w Gdańsku, gdzie zajmowali mieszkanie służbowe. Ich wychowanica chodziła do szkoły Macierzy Szkolnej przy ulicy Wałowej (wtedy Wallgasse) w Gdańsku (wówczas teren zdominowanego przez niemieckich nazistów Wolnego Miasta Gdańska).
1 września 1939, po napaści Niemiec na Polskę, doszło do oblężenia Poczty Polskiej w Gdańsku. W budynku znajdowało się 58 osób, w tym Erwina z Małgorzatą Pipką w mieszkaniu służbowym. Dozorczyni prawdopodobnie pomagała obrońcom poczty i dokonywała opatrywania rannych, a także inicjowała modlitwę po wpompowaniu przez Niemców benzyny do piwnic i podpaleniu ich. O godzinie 19 zapadła decyzja o kapitulacji urzędu. Erwina została oblana przez Niemców gorącym benzolem lub benzyną i podpalona miotaczem ognia[niewiarygodne źródło?]. Po wyprowadzeniu z budynku przez Małgorzatę, płonąc biegła po dziedzińcu poczty, ale ostatecznie przeżyła masakrę. Umierała nieleczona przez niemieckich lekarzy w Szpitalu Miejskim w Gdańsku przez następne siedem tygodni (miała oparzenia II i III stopnia).
Jej grób znajduje się na cmentarzu na Zaspie w Gdańsku, kwatera II, grób 36.
Żaden niemiecki organ ścigania nie zbadał po zakończeniu wojny sprawy jej morderstwa.

## Opiekunowie
Jan Pipka wyszedł z piwnicy o własnych siłach ze spaloną skórą na czaszce i zmarł następnego dnia (2 września 1939). Poparzonej, ciężko rannej i oślepionej Małgorzacie Niemcy wsunęli do ręki karabin i robili zdjęcia. Jej fotografia została później wykorzystana przez niemiecką propagandę. Została aresztowana przez Niemców, była torturowana przez gestapo i do 1943 była więziona w różnych więzieniach i obozach na terenie Gdańska. Przeżyła wojnę i zmarła w 1963.

## Upamiętnienie
Jej imię nosi ulica na gdańskich Łostowicach. W Zespole Szkół Łączności przy ul. Podwale Staromiejskie 51/52 znajduje się przedstawiająca ją rzeźba o wysokości 172 cm. Przedstawia ona dziewczynkę stojącą przy oknie z misiem w dłoni (pluszak ten towarzyszył jej do śmierci). Autorką dzieła jest Hanna Kostecka.
W 1957 obrońców poczty upamiętniono tablicami na gmachu urzędu, które zawierały opis tragicznych wydarzeń oraz wykaz imion i nazwisk poległych. W 1979 zostały one zdemontowane z uwagi na błędy merytoryczne wskazane przez rodziny ofiar. Pomylono m.in. wiek Erwiny, która w chwili śmierci miała dziesięć lat, a nie, jak podają niektóre prace, jedenaście. 11 listopada 2018, w rocznicę zbrodni w Piaśnicy, wmurowano nowe tablice zawierające poprawne dane.